# Дитеринг
Дитеринг (англ. Dither від староанглійського didderen — тремтіти) — в обробці цифрових сигналів являє собою підмішування у первісний сингал псевдовипадкового шуму зі спеціальнопідібраним спектром. Метою дитерингу є розупорядкування шуму квантування, запобігання появі небажаних спотворень, гірших для сприйняття. Дитеринг застосовується при обробці аудіо- (зокрема як завершальний етап підготовки аудіо компакт-дисків), відео- та графічної інформації.

## Аудіо
Аналого-цифрове перетворення звукового сигналу звичайно призводить до появи шуму квантування. Це пов'язано із тим, що аналоговий сигнал є безперервним, тоді як при його оцифруванні значення амплітуд запису можуть приймати обмежену кількість значень, що визначається роздільністю цифрового сигналу. Також шум квантування утворюється при цифровій обробці сигналів, коли при тій чи іншій операції значення амплітуди набуває нецілочислового значення.

| Наприклад, візьмемо послідовність значень 1 — 2 — 3 — 4 — 5 — 6 — 7 — 8 При зменшенні на 20 % ми отримуємо такі значення: 0,8 — 1,6 — 2,4 — 3,2 — 4,0 — 4,8 — 5,6 — 6,4 При зрізанні десяткових знаків ми отримуємо таку послідовність: 0 — 1 — 2 — 3 — 4 — 5 — 6 При округленні величин ми отримуємо таку послідовність 1 — 2 — 3 — 4 — 5 — 6 |
| |

Подібні викривлення спостерігаються і при пониженні розрядності кодування. Зокрема сучасні технології обробки звуку використовують 24-х та 32-х бітну розрядність, тоді як стандартний формат компакт-дисків — 16-бітну розрядність. При застосування дитерингу до обробленого сигналу характер похибки суттєво змінюється — найбільш помітні та небажані для людського вуха паразитні коливання (в діапазоні 3-5 кГц) переміщаються у високочастотну область (15-17 кГц). Загальний рівень шумів при застосуванні дитерингу збільшується, однак перевага методу полягає в тому, що шкідливий шум стає незалежним від сигналу, і сприймається як постійне шипіння. При обробці аудіо з 16-бітній роздільності, додаваний шум складає величину близько -93 дБ.

## Графіка

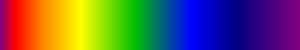
Без дитерингу, true color

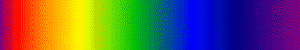
Дитеринг, 32 кольори

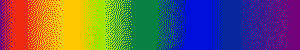
Дитеринг, 8 кольорів

Без дитерингу, 8 кольорів

У кольоровій графіці дитеринг являє собою намагання імітувати колір шляхом компонування кількох кольорів з доступного набору, коли оригінальний колір не може бути відтвореним безпосередньо. Техніка полягає близькому сусідстві точок, що забарвлені у складові заданого кольору.
У чорно-білій графіці відбувається подібна симуляція, при цьому шкалювання досягається контролюванням кількісного співвідношення чорних і білих складових. Звичайно, техніка має місце при наявності лише двох доступних кольорів: чорного i білого.
Дитеринг призводить не тільки до появи «додаткових» кольорів, але передусім створює плавніший перехід від одного кольору до іншого (особливо для малої кількості кольорів). Це виразно представляє малюнок праворуч.